# Доротув (Лодзинське воєводство)
Доротув (пол. Dorotów) — село в Польщі, у гміні Сулеюв Пйотрковського повіту Лодзинського воєводства.
У 1975-1998 роках село належало до Пйотрковського воєводства.